# Olympische Winterspiele 1956/Teilnehmer (Belgien)
| Gelbes Symbol für Goldmedaillen mit stilisierten Olympischen Ringen | Graues Symbol für Silbermedaillen mit stilisierten Olympischen Ringen | Braundes Symbol für Bronzemedaillen mit stilisierten Olympischen Ringen |
| ------------------------------------------------------------------- | --------------------------------------------------------------------- | ----------------------------------------------------------------------- |
| —                                                                   | —                                                                     | —                                                                       |

Belgien nahm an den VII. Olympischen Winterspielen 1956 in Cortina d’Ampezzo mit einer Delegation von vier Athleten in den Disziplinen Bob, Eisschnelllauf und Ski Alpin teil. Die Athleten konnten keine Medaille erringen.
Zwei Athleten nahmen bereits zum dritten Mal teil:
- Marcel Leclef (1948 + 1952 Bob)
- Pierre Huylebroeck (1948 + 1952 Eisschnelllauf)

Zwei Athleten nahmen zum zweiten Mal teil:
- Denis Feron (1952 Ski Alpin)
- Albertus Casteleyns (1952 Bob)

| Teilnehmer aus Belgien | Teilnehmer aus Belgien            | Teilnehmer aus Belgien | Teilnehmer aus Belgien | Teilnehmer aus Belgien |
| Sportart               | Sportler                          | Disziplin              | Platz                  | Bemerkung              |
| ---------------------- | --------------------------------- | ---------------------- | ---------------------- | ---------------------- |
| Bob                    | Marcel Leclef Albertus Casteleyns | Zweierbob              | 13                     |                        |
| Eisschnelllauf         | Pierre Huylebroeck                | 1500 m                 | DNF                    |                        |
| Eisschnelllauf         | Pierre Huylebroeck                | 5000 m                 | DNS                    |                        |
| Ski Alpin              | Denis Feron                       | Abfahrt                | 38                     |                        |
| Ski Alpin              | Denis Feron                       | Riesenslalom           | 70                     |                        |
| Ski Alpin              | Denis Feron                       | Slalom                 | 46                     |                        |